# Liste der Bodendenkmäler in Obersöchering
Auf dieser Seite sind die Bodendenkmäler in der oberbayerischen Gemeinde Obersöchering zusammengestellt. Diese Tabelle ist eine Teilliste der Liste der Bodendenkmäler in Bayern. Grundlage ist die Bayerische Denkmalliste, die auf Basis des Bayerischen Denkmalschutzgesetzes vom 1. Oktober 1973 erstmals erstellt wurde und seither durch das Bayerische Landesamt für Denkmalpflege geführt wird. Die folgenden Angaben ersetzen nicht die rechtsverbindliche Auskunft der Denkmalschutzbehörde.

## Bodendenkmäler der Gemeinde

### Bodendenkmäler in der Gemarkung Obersöchering
| Lage                                    | Objekt | Akten-Nr.     | Bild           |
| --------------------------------------- | --- | ------------- | -------------- |
| Obersöchering (Standort)                | Körpergräber des frühen Mittelalters. | D-1-8233-0030 |                |
| Obersöchering (Standort)                | Grabhügel mit Bestattungen der mittleren Bronzezeit. Siehe auch: Hügelgrab, Bronzezeit                                                                           | D-1-8233-0063 |                |
| Obersöchering (Standort)                | Grabhügel mit Bestattungen der mittleren Bronzezeit. | D-1-8233-0064 |                |
| Obersöchering (Standort)                | Verebnete Grabhügel vorgeschichtlicher Zeitstellung. | D-1-8233-0065 |                |
| Obersöchering (Standort)                | Verebneter Grabhügel vorgeschichtlicher Zeitstellung. | D-1-8233-0066 |                |
| Obersöchering (Standort)                | Grabhügel vorgeschichtlicher Zeitstellung. | D-1-8233-0067 |                |
| Obersöchering (Standort)                | Grabhügel vorgeschichtlicher Zeitstellung. | D-1-8233-0070 |                |
| Obersöchering (Standort)                | Grabhügel vorgeschichtlicher Zeitstellung. | D-1-8233-0137 |                |
| Obersöchering Alpenstraße 10 (Standort) | Untertägige mittelalterliche und frühneuzeitliche Befunde im Bereich der Katholischen Filialkirche Mariä Himmelfahrt in Obersöchering und ihrer Vorgängerbauten. | D-1-8233-0138 | weitere Bilder |
| Obersöchering (Standort)                | Untertägige mittelalterliche und frühneuzeitliche Befunde im Bereich der Katholischen Pfarrkirche St. Peter und Paul in Obersöchering und ihrer Vorgängerbauten. | D-1-8233-0139 | weitere Bilder |
| Obersöchering Kirchstraße 3 (Standort)  | Untertägige mittelalterliche und frühneuzeitliche Befunde im Bereich der Katholischen Filialkirche St. Margaretha in Untersöchering.                             | D-1-8233-0141 | weitere Bilder |